# Parque do Pedroso
O Parque Natural Municipal do Pedroso, também conhecido apenas como Parque do Pedroso, é uma Unidade de Conservação de proteção integral (definição dada pelo SNUC - Sistema Nacional de Unidades de Conservação), localizada no município brasileiro de Santo André, São Paulo. Tem uma superfície de aproximadamente 812 hectares e abriga importantes mananciais e trata-se de um rico fragmento de Mata Atlântica.
O Parque do Pedroso foi estabelecido como Unidade de Conservação de Proteção Integral por força da Lei Municipal nº 7733/98 e suas alterações, onde recebeu essa nomenclatura por força da Lei Municipal 8.881/06 em razão do seu enquadramento na categoria de Parque Natural, conforme Lei Federal nº 9985/00 de 18/08/2000 que instituiu o SNUC.
A vegetação predominante desta Unidade de Conservação é de Mata Atlântica (Floresta Ombrófila Densa Montana) em estágio secundário médio de regeneração, segundo classificação da resolução CONAMA nº 1 de 31 de janeiro de 1994 e resolução conjunta SMA/IBAMA nº1 de 17 de fevereiro de 1994.
A historia do Parque Natural do Pedroso apresenta três momentos. O primeiro com a desapropriação na década de 40 e abertura da área a visitação publica na década de 70. 

## Atração do parque na década de 80
Em 3 de janeiro de 1979, a Prefeitura firma contrato para instalação de um teleférico no Parque do Pedroso. Em 13 de janeiro de 1979 Grillo autoriza início das obras do teleférico no Parque do Pedroso. Sistema seria semelhante ao de Hong Kong.
Em 1 de maio de 1982, o Prefeito Lincoln dos Santos Grillo inaugura o teleférico.
O teleférico do Parque do Pedroso era uma atração turística de Santo André. O teleférico foi sucateado em 1990, e possuía 180 metros de altura da sua marquise ate a terceira torre, e 1,5 km de extensão. 
O Parque Natural do Pedroso, localizado na estrada do Pedroso, foi instituído em 1998, com a conservação de proteção integral.
Ele obteve grande importância na década de 1970, devido à sua preservação além das suas intervenções como implantação de palcos para shows, teleférico com três estações mais atuais da época, além de ser projetado pelo arquiteto Ruy Oktake, pedalinhos, lanchonetes e outros diversos itens.
O parque esteve totalmente abandonado e esquecido pela sua administração, com a falta de manutenção dos equipamentos levando à sua deterioração e enquanto existiu fez a sua parte no nascente do grande ABC.
Infraestrutura do Parque: Ampla área arborizada com rica vegetação nativa, variada fauna (especialmente aves), playground, campos de futebol, quadras para prática de esportes, uma cancha de bocha, quiosque com churrasqueiras, alamedas/trilhas para caminhada Além de representarem um rico fragmento da Mata Atlântica, os 842 hectares do Parque Natural do Pedroso guardam 15 lagos, 37 nascentes, cachoeira e estão inseridos na Bacia Hidrográﬁca do Alto Tietê, na Bacia da Billings, Sub-Bacia do Rio Grande.
O parque passou por uma revitalização em 2017 e foi entregue no começo de 2018. As obras incluíram a reforma de bancos, quiosques, mesas, lixeiras e churrasqueiras. O teleférico não pôde ser reformado devido aos altos custos.